# Norki
Norki (niem. Vorwerk Nordenberg) – osada w Polsce położona w województwie warmińsko-mazurskim, w powiecie oleckim, w gminie Wieliczki.
W latach 1975–1998 miejscowość należała administracyjnie do województwa suwalskiego.